# 匈牙利德意志人
匈牙利德意志人（德语：Ungarndeutsche，匈牙利语：magyarországi németek）是匈牙利境內講德语的少数民族。根據2011年的人口普查结果，匈牙利境內有131951位以德语為母語的人。
匈牙利德意志人是移民到喀尔巴阡盆地及其周边地区的多瑙士瓦本人的后代，目前他们已在这些地区成为了少数族裔。很多匈牙利德意志人都在1946至1948年间被驱逐出了上述地区，现在，他们中有很多人都生活在德国或奥地利，也有些居住在澳大利亚、巴西、美国和加拿大。但依旧有很多匈牙利德意志人分散在今日的匈牙利境内。

## 历史
德语人口向匈牙利移民的历史大约始于公元1000年，当时匈牙利国王伊什特万一世的妻子巴伐利亚的吉赛尔来到匈牙利，一众德意志骑士跟从她一道而来。20世纪之前，向匈牙利移民的德意志人大致可分为三批。前两批定居者于中世纪（分别在11和13世纪）来到匈牙利王国，上匈牙利和南特兰西瓦尼亚一些城镇的人口主要就是這些人（即外西凡尼亞薩克森人）。
在奥斯曼帝国势力被赶出领土后，哈布斯堡王朝讓許多德意志人前往匈牙利定居，这是第三批也是人数最多的一批德语移民。1711至1780年间，来自德國南部、奥地利以及萨克森的德语來到匈牙利西南部的布达、巴納特以及索特马尔县定居。到了18世纪末，已有超过一百万德语居民生活在匈牙利王国。当时王国内部的德语文化繁荣兴旺，出现了各类德语文学作品、报纸和杂志。王国的首都布达佩斯还开设了一家德语剧院。
19世纪，許多德語人士在匈牙利開辦工廠。对此，一股强烈的匈牙利民族主义运动于19世纪下半叶開始出现，他們意在用匈牙利文化来同化德语民众。该运动的支持者要求德意志人学校改教匈牙利语。
到了1918年第一次世界大战結束之际，至少有两百万多瑙士瓦本人及其他德语人口生活在匈牙利、罗马尼亚、克罗地亚、斯洛伐克以及诸前南斯拉夫国家境内。1920年的特里亞農條約迫使匈牙利王国向邻国割让了大片领土，王国境内的德意志人因此减少了一半多。第二次世界大战后，原德语人口只剩30%还留在匈牙利。
1938年，匈牙利德意志人社群中成立了一个名为“在匈德意志人民联盟”（ Volksbund der Deutschen in Ungarn）的组织，领导人是Franz Anton Basch，该组织成为了匈牙利德意志人群体中最具影响力的政治组织。1940年，该组织成为了匈牙利德意志人的正式代表机构，直接受德国控制。一直到1945年，人民联盟都在匈牙利国会中驻有代表。當時匈牙利志愿兵与征兵制度并行（志愿者较少，被强征者较多），很多匈牙利德意志人都最终服役于由納粹德國组建或控制的军事单位，在二战中为德国的利益而战。其中還包括武装党卫队的一些单位，他们在匈牙利周边地区、匈牙利属地以及其他地区都曾执行过作战任务。
到二战末期，共产党将匈牙利的德语群体当作替罪羊，种族清洗随即开始。苏联红军以安全原因为由，将大约60万平民及战俘驱逐出了匈牙利，其中有40000-65000人是德意志人。很多德国人——大多是纳粹组织成员——因害怕被流放西伯利亚而选择了逃离匈牙利。很多德意志人被送至德国，他們先抵达德国美占区，之后进入德国苏占区。总共有大约22万德意志人被驱逐出了匈牙利。

## 驱逐
1945年，战事仍在继续，准备在战后争夺对匈牙利直接控制权的几个势力都在寻求处理德意志人的办法。各方观点不一，匈牙利共产党及其友党國家農民黨主张将所有德意志人全部驱逐出境，而小农党则主张只驱逐前人民联盟及武装党卫军成员。1945年5月，匈牙利政府宣布只驱逐前武装党卫军官兵，并没收人民联盟成员的土地。但不久之后，匈政府又向莫斯科征求许可，想要把20万至25万德意志人遣送至德国苏占区。这一人数远远超过了人民联盟成员数量，进一步让人相信匈政府不仅是向清除德国法西斯势力，而且还要将整个德意志人群体当作不受欢迎的民族彻底清除。尽管如此，匈牙利的德意志人的命运还是比波兰、捷克斯洛伐克以及南斯拉夫的德意志人口要好得多。
1945年8月的波茨坦会议上，苏联提出希望将匈牙利德意志人驱逐出匈牙利。苏联和匈牙利共产党一同主张匈牙利德意志人通通有罪。1945年9月，苏联元帅克利缅特·伏罗希洛夫要求匈牙利政府将德意志人全部驱逐出境。所有自稱母语为德语的德意志人都在被驱逐之列。政府估计，将被驱逐出匈牙利的德意志人数量大约在20万至25万之间。
只有少數匈牙利德意志人可以免于被驱逐，他们基本都是民主党派或劳工联合会的活跃成员，也有人因自称匈牙利人以及自稱曾遭纳粹迫害而留在了匈牙利。后来关键产业的工人、矿工、不可或缺的工匠以及农业工人也获得了豁免，除非他们曾是人民联盟或武装党卫军成员。由政府组建的豁免委员会实际上归共产党控制。另外已经加入匈牙利共产党的德意志人也得到了豁免，即便他们曾加入人民联盟也不受影响。
匈牙利国内对这种随心所欲的驱逐方式多有不满。自由主义党派——特别是小农党——以及残存的民主派媒体都批評當局将所有德意志人都認定為叛徒的做法。匈牙利天主教领袖敏真谛·若瑟枢机（匈牙利德意志人）是一位坚定的反共主义者，他曾多次对没收德意志人财产并驱逐德意志人的政策表示反对。他求助于世界公众，希望眾人强烈谴责匈政府对本国德意志人采取的手段。这样的抗议并无效果，随着共产党逐步控制匈牙利政府，所有反对力量也逐渐噤声）。
对德意志人的驱逐一般都分为两个阶段：第一阶段从1946年1月持续至6月，当年夏季，驱逐行动被短暂打断，接着又重新开始，一直持续至12月。許多难民们都被驅逐到德国美占区。第二阶段的驱逐开始于1947年8月。由于美政府拒绝再接收难民，被驱逐的德意志人便被驅逐到德国苏占区。约有五万名匈牙利德意志人被转送至位於萨克森的营地，他们后来从这些营地出發前往苏占区的其他地区。截至此时，匈牙利境内残留的德意志人大多因即将遭到驱逐而大为紧张，因为难民在苏占区的生活状况实在令人难以忍受。另外第二阶段的驱逐期間匈牙利境內最为熟练且勤劳的德意志裔工人也被驱逐。这对匈牙利经济造成了长期的不利影响。1948年秋，驱逐行动完全终止。
总共有239000名匈牙利德意志人被迫离开匈牙利。其中约有17万人去了德国美占区，54000人去了德国苏占区，15000人去了奥地利。据估计，共有11000名德意志人在驱逐过程中丧生。
在1941年人口普查中，部分德意志人認為自己是匈牙利人，并将匈牙利语視為自己的母语，他们已完全融入了匈牙利社会，基本都免遭驱逐。到了1948年，共产党已控制住了匈牙利政府，當局認為相對於民族主义，阶级斗争更重要。共产党领袖拉科西·马加什声称，余下的德意志人大多是熟练工人，匈牙利社會應該接納他們。1949年10月，匈政府宣布对所有德意志人实行特赦，1950年5月，驱逐行动正式停止，所有剩余的德意志人都获得了匈牙利国籍。这在匈牙利的德意志人群体中再度引起危机，他们因已成为匈牙利公民而无法离开国家。

## 在二战后的匈牙利受到的待遇
在古拉什共产主义经济自由化政策之下，包括匈牙利德意志人在内的少数族裔待遇相對此前有所改善。这个由时任匈牙利共产党总书记卡达尔·亚诺什主导的计划赋予了少数族裔一定的经济和文化权利。1955年，一个名为匈牙利德意志人协会（Verband der Ungarndeutschen）的组织成立了。该组织主要致力于在匈牙利学校推广德语教学。由于匈政府此前对德意志文化一直採取敵視政策，当时基本没有学校会教授德语，该组织的负责人担心匈牙利教育系统会培养出“喑哑的一代德意志人”（即不會說德語的德意志人）。组织的负责人感觉到匈牙利的德意志族裔青年人德语水平过于低下，德語理解力有限，他们对此十分担忧。该组织在1980年代取得了成功，德语在匈牙利获得了少数民族语言地位，从而在匈牙利教育系统中获得了合法地位。匈牙利的双语学校数量一直在增多。2001年数据表明，匈牙利有62105人自称是德意志人，另有88209人宣称自己与德意志文化及德意志传统关系密切。
在2018年匈牙利議會選舉中，匈牙利德裔自治政府的伊姆雷·里特当选议员，这是该少数族裔自1933年起首次在国会中拥有代表。